# یاسوهیرو کاتو
یاسوهیرو کاتو (انگلیسی: Yasuhiro Kato؛ زادهٔ ۱۳ مهٔ ۱۹۸۶) بازیکن فوتبال اهل ژاپن است.
از باشگاه‌هایی که در آن بازی کرده‌است می‌توان به باشگاه فوتبال اوورلا اوژهورود و باشگاه فوتبال ونتسپیلس اشاره کرد.